# Bahnstrecke Gardiner–Copsecook Mills
| Streckenlänge: | 3 km                 |                          |                          |
| Spurweite: | 1435 mm (Normalspur) |                          |                          |
| Zweigleisigkeit: | –                    |                          |                          |
| |                      |                          |                          |
| Gesellschaft: | ME                   |                          |                          |
| \| \| \| von Skowhegan \| \| \| \| 0 \| Gardiner ME North Street \| Gardiner ME North Street \| \| \| \| nach Brunswick \| \| \| \| \| Cobbosseecontee Stream \| \| \| \| 3 \| Copsecook Mills ME \| Copsecook Mills ME \| |                      |                          |                          |
| Strecke |                      | von Skowhegan            | von Skowhegan            |
| ehemaliger Dienststation / Betriebs- oder Güterbahnhof | 0                    | Gardiner ME North Street | Gardiner ME North Street |
| Abzweig geradeaus und nach links |                      | nach Brunswick           | nach Brunswick           |
| Brücke über Wasserlauf |                      | Cobbosseecontee Stream   | Cobbosseecontee Stream   |
| Betriebs-/Güterbahnhof Streckenende (Strecke außer Betrieb) | 3                    | Copsecook Mills ME       | Copsecook Mills ME       |

Die Bahnstrecke Gardiner–Copsecook Mills (auch Cobbosseecontee Branch) ist eine Eisenbahnstrecke in Maine (Vereinigte Staaten). Sie ist rund drei Kilometer lang. Die normalspurige Strecke gehört der Maine Eastern Railroad, der Betrieb ist jedoch eingestellt.
Die Strecke wurde um 1900 durch die Maine Central Railroad eröffnet, um ein Industriegebiet am westlichen Stadtrand von Gardiner anzubinden. Die Bahn dient ausschließlich dem Güterverkehr, ist jedoch als öffentliche Eisenbahn lizenziert. Nachdem 1981 die Maine Central in Konkurs gehen musste und an die Guilford Transportation verkauft wurde, fiel die Strecke den Sparmaßnahmen des neuen Besitzers zum Opfer. 1982 endete der Betrieb, die Strecke blieb jedoch betriebsfähig. Sie wurde 1990 an den Staat Maine verkauft, der sie an die Maine Coast Railroad und ab 2003 an die Maine Eastern Railroad verpachtete. Der Betrieb wurde bisher nicht wieder aufgenommen. Die Gleise auf dem Gelände des Endbahnhofs wurden abgebaut, obwohl die Strecke nicht offiziell stillgelegt wurde.
Die Bahn zweigt nördlich des Cobbosseecontee Stream von der Bahnstrecke Brunswick–Skowhegan ab und führt entlang des Flusses nach Südwesten. Kurz vor dem Endbahnhof überquert die Bahn den Fluss.